# Travis Outlaw
Travis Marquez Outlaw (Starkville, Mississippi, 18. rujna 1984.) američki je profesionalni košarkaš. Igra na poziciji niskog krila, a može igrati i krilnog centra. Trenutačno je član NBA momčadi New Jersey Netsa. Izabran je u 1. krugu (23. ukupno) NBA drafta 2003. od strane Portland Trail Blazersa.

## NBA karijera
Izabran je kao 23. izbor NBA drafta 2003. od strane Portland Trail Blazersa. Tijekom prvih pet sezona Outlaw je prosječno postizao 8.6 poena i 3.2 skokova uz šut iz igre od 44.2%. Tijekom Ljetne lige u Las Vegasu 2005. godine, Outlaw je igrao sjajno te je prosječno postizao 18.7 poena i 6.3 skokova za 35.5 minuta. 18. travnja 2007., Outlaw je u utakmici s Golden State Warriorsima postigao učinak karijere od 36 poena te je u srpnju iste godine postao slobodan igrač. Međutim 17. srpnja, Outlaw postiže dogovor s Blazersima te produžuje ugovor na još tri godine. U veljači 2010. godine, Outlaw je mijenjan u Los Angeles Clipperse zajedno sa Steveom Blakeom i novcem u zamjenu za Marcusa Cambya. 8. srpnja 2010. Outlaw je potpisao petogodišnji ugovor vrijedan 35 milijuna dolara za New Jersey Netse.

## NBA statistika

### Regularni dio
| Godina    | Klub          | Odig. uta. | Uta. poč. | Min. | 2P%  | 3P%  | Sl. bac.% | Skok. | Asist. | Ukr. lop. | Blok. | Poena |
| --------- | ------------- | ---------- | --------- | ---- | ---- | ---- | --------- | ----- | ------ | --------- | ----- | ----- |
| 2003./04. | Portland      | 8          | 0         | 2.4  | .429 | .000 | .500      | .5    | .1     | .1        | .0    | 1.0   |
| 2004./05. | Portland      | 59         | 2         | 13.4 | .498 | .400 | .653      | 2.1   | .6     | .5        | .7    | 5.4   |
| 2005./06. | Portland      | 69         | 11        | 16.7 | .440 | .264 | .697      | 2.7   | .5     | .4        | .7    | 5.8   |
| 2006./07. | Portland      | 67         | 1         | 22.9 | .434 | .270 | .790      | 3.2   | .8     | .9        | 1.1   | 9.6   |
| 2007./08. | Portland      | 82         | 6         | 26.7 | .433 | .396 | .741      | 4.6   | 1.3    | .7        | .8    | 13.3  |
| 2008./09. | Portland      | 81         | 6         | 27.7 | .453 | .377 | .723      | 4.1   | 1.0    | .6        | .7    | 12.8  |
| 2009./10. | Portland      | 11         | 0         | 21.0 | .376 | .387 | .875      | 3.5   | .7     | .6        | .7    | 9.9   |
| 2009./10. | L.A. Clippers | 23         | 6         | 21.7 | .400 | .378 | .800      | 3.6   | 1.1    | .5        | .4    | 8.7   |
| Ukupno    |               | 400        | 32        | 21.6 | .441 | .363 | .739      | 3.4   | .9     | .6        | .7    | 9.5   |

### Doigravanje
| Godina    | Klub     | Odig. uta. | Uta. poč. | Min. | 2P%  | 3P%  | Sl. bac.% | Skok. | Asist. | Ukr. lop. | Blok. | Poena |
| --------- | -------- | ---------- | --------- | ---- | ---- | ---- | --------- | ----- | ------ | --------- | ----- | ----- |
| 2008./09. | Portland | 6          | 0         | 28.3 | .318 | .250 | .667      | 3.0   | .5     | .8        | .7    | 9.0   |
| Ukupno    |          | 6          | 0         | 28.3 | .318 | .250 | .667      | 3.0   | .5     | .8        | .7    | 9.0   |

## Vanjske poveznice
- Profil na NBA.com
- Profil na Basketball-Reference.com